# 센트레아

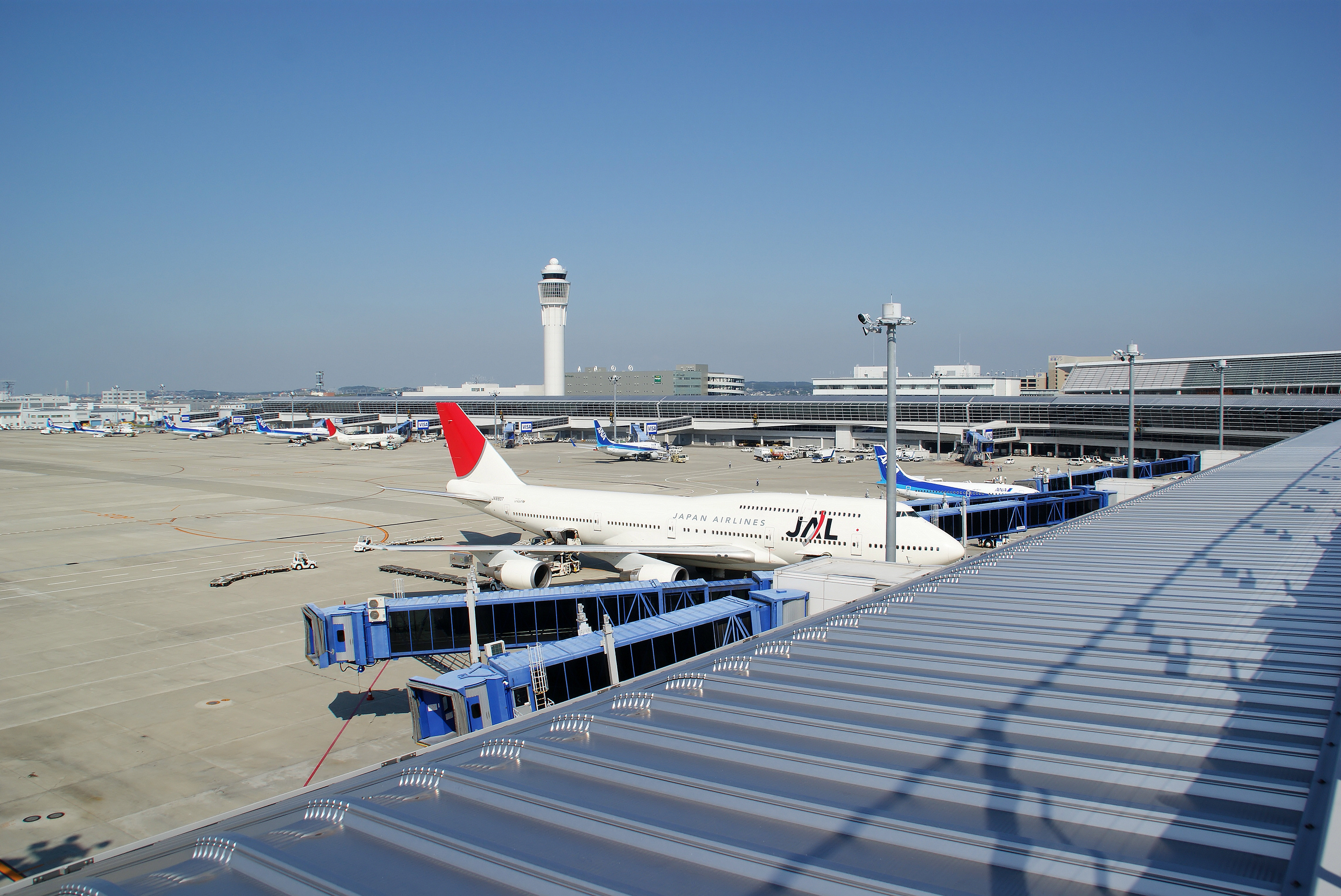
주부 국제공항

센트레아(일본어: セントレア Centrair[*])은 일본 주부 국제공항의 애칭이다. 영어로 주부 지방을 뜻하는 central와 공항을 뜻하는 airport를 조합한 조어로 일반 공모 중 선정됐다. 상표로 등록되고 있으며(상표 등록 번호: 제4566713호 외), 공항 섬의 주소 표기(동명)공항 내의 시설 명칭 등에 부가되어 있다. 또 비행장 이름 표지에 필요한 공항의 영어 명칭에도 사용되면서 항공 교통 관제의 해당 공항의 무선 교신의 호출 명칭에도 "센트레아 타워""센트 레아 접근"처럼 사용되며 호출 명칭에 공항 설치 이전의 지명이 아닌 명칭을 사용하는 국내 유일의 사례로 약칭으로 중부 공항, 중부로 일컬어지는 것도 있으며, 시간표나 발착 안내에서 도시 이름과 병기할 때는 나고야 공항(코마)와 명확히 구별하기 위해"나고야(중부)"등으로 기술된다.